# Daniel-Joseph Bacqué
Daniel-Joseph Bacqué (* 20. September 1874 in Vianne, Frankreich; † 21. Dezember 1947 in Paris, Frankreich) war ein französischer Bildhauer.

## Leben

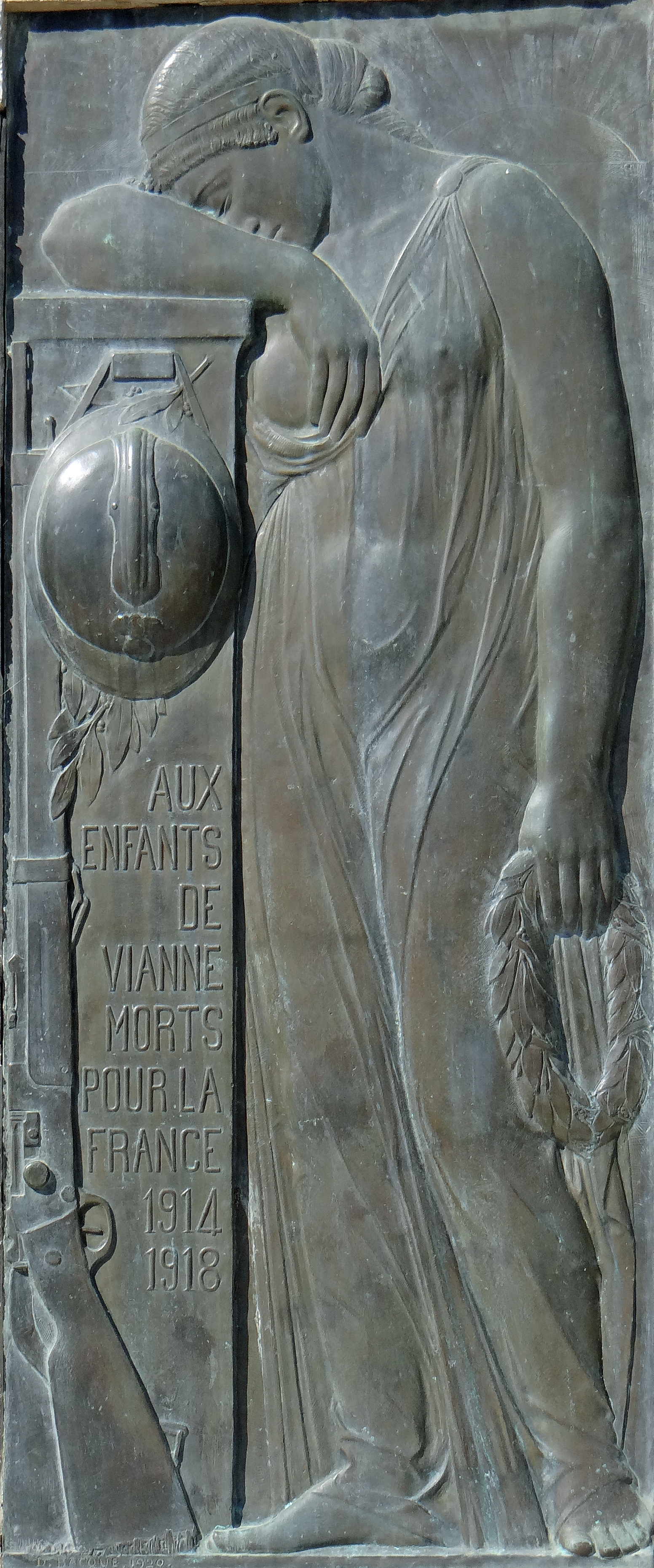
Mahnmal für die Toten Viannes im Ersten Weltkrieg.

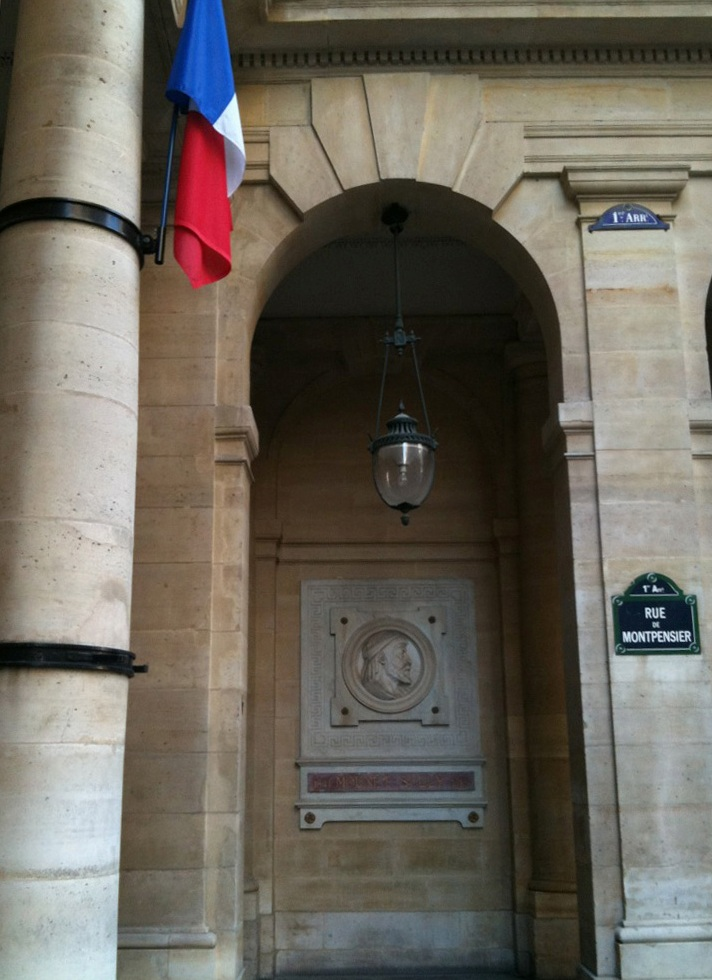
Gedenktafel für den Schauspieler Jean Mounet-Sully an der Comédie-Française in Paris.

Bacqué war Schüler bei Bemstamm und Fumadelles.
Er diente 10 Monate beim 20. Infanterieregiment und nahm als Reservist vom 3. August 1914 bis zu seiner Entlassung am 8. Februar 1918 am Ersten Weltkrieg teil.
Bacqué produzierte zahlreiche dekorative Skulpturen für den öffentlichen Raum. Er stellte ab 1900 regelmäßig auf den Salons der Société des Artistes Français aus, wo er 1910 eine Bronzemedaille, 1911 eine Silbermedaille und 1922 eine Goldmedaille gewann.
Er gehörte der von dem Éditeur d’art (Kunstverleger) und Bildgießer Arthur Goldscheider in den frühen 1920er Jahren mit Vertretern des Art déco gegründeten Künstlergruppe La Stèle an, deren Arbeiten Goldscheider 1925 auf der Pariser Exposition internationale des Arts Décoratifs et industriels modernes ausstellte.
1920 wurde Bacqué als Ritter in die Ehrenlegion aufgenommen.

## Werke (Auswahl)
- Danseuse nue
- Tête de jeune fille
- Diane chasseresse avec une biche
- Cavalier en armure
- Danseuse brandissant des Pampres
- Combat de gladiateurs à cheval
- Guerriers romains à cheval
- Bacchante